# Cristal Oskuro
Cristal Oskuro fue un grupo español de tecno-pop que desarrolló su trayectoria durante los años 80.

## Historia
«Cristal Oskuro» es un grupo que siempre se menciona cuando se habla de los inicios de la carrera de Marta Sánchez: «El primer grupo del que formó parte Marta Sánchez antes de entrar en Olé Olé fue «Cristal Oskuro», con los que estuvo varios meses, sin llegar a grabar ninguna canción». 
Pero esta banda fue mucho más que el grupo donde Marta Sánchez comenzó su carrera musical. Fue una banda que brilló con luz propia y que nos dejó un excelente trabajo titulado escuetamente «Cristal Oskuro».
Sus comienzos se remontan a los inicios de 1984, cuando el grupo era un cuarteto y se llamaban «Témpano». Su primer cantante fue Benjamín Wittaker. A finales de ese mismo año se convierten en quinteto y cambian el nombre por «Cristal Oskuro». También cambian de cantante y contratan a una desconocida Marta Sánchez, que estuvo con ellos de febrero a julio de 1985, pero decidió abandonar el grupo para entrar en Olé Olé, alcanzando después la fama internacional.
Poco después llegaría al grupo Silvia García, con la que encontrarían la estabilidad. Sería ella y su preciosa voz la que sonara en las canciones de su álbum. La grabación se llevaría a cabo a mediados de 1986, pero nuevos contratiempos sacudirían a la banda. Chechu, uno de los miembros fundadores, enferma y muere ese año. Además, se encuentran con la dificultad de encontrar una casa discográfica que se interese por ellos.
Finalmente la suerte les sonríe y en 1987 publican su primer y único álbum de estudio, «Cristal Oskuro», producido por Joaquín Torres para la discográfica independiente Aspa Records. El álbum contiene diez cortes con un sonido fresco y la voz de Silvia suena brillante y exquisita. Se extraen como sencillos «Chaqueta de Cristal», «Aún no ha llegado el día» y «El elefante». El disco suena mucho en las emisoras de radio, pero la fortuna no les acompaña en las listas de ventas.
Este sería el final de un grupo que no tuvo la suerte que sin duda merecía y que nos dejó para el recuerdo un excelente álbum con el mejor tecno-pop de los años 80. 
Silvia García, su cantante, se dedicaría posteriormente al periodismo y hemos podido verla en diferentes espacios informativos como La 2 Noticias o más recientemente en Antena 3 Noticias.
Se les conoce tan solo porque Marta Sánchez les nombra en alguna entrevista, ya que pasaron totalmente desapercibidos en la época de los 80.

## Componentes
- Silvia García (voz).
- Alejandro Jara (bajo eléctrico).
- Ignacio Jara (guitarra eléctrica).
- Gustavo Hortoneda (batería).
- Juan José Heras (saxofón y flauta).
- Agustín Segovia (teclados).
- Antonio Sedeño (teclados).

## Discografía

### Álbum
- «Cristal Oskuro» (1987).

Listado de canciones:
1. «La caja» (A. Segovia - G. Hortoneda).
2. «Necesito tiempo» (S. García - G. Hortoneda).
3. «Chaqueta de Cristal» (I. Jara).
4. «Futuro prometedor» (G. Hortoneda - A. Jara - I. Jara).
5. «Aún no ha llegado el día» (J. García - A. Segovia - G. Hortoneda).
6. «Cómprame esta noche» (A. Segovia - A. Jara - G. Hortoneda).
7. «Nada es de nadie» (A. Jara - A. Segovia - G. Hortoneda).
8. «El elefante» (I. Jara).
9. «Busco chico» (S. García - G. Hortoneda).
10. «Vampiro profesional» (A. Segovia).

### Sencillos
- «Chaqueta de Cristal».
- «Aún no ha llegado el día».
- «El elefante».

## Enlaces
- Página dedicada a «Cristal Oskuro».

- Datos: Q5791190